# カステルデルチ
カステルデルチ（伊: Casteldelci）は、イタリア共和国エミリア＝ロマーニャ州リミニ県にある、人口約400人の基礎自治体（コムーネ）。
2009年に、マルケ州ペーザロ・エ・ウルビーノ県から移管された。

## 地理

### 位置・広がり
リミニ県南西部のコムーネ。ウルビーノから西へ40km、県都リミニから南西へ45km、ペーザロから西南西へ63kmの距離にある。

#### 隣接コムーネ
隣接するコムーネは以下の通り。括弧内のARはアレッツォ県、FCはフォルリ＝チェゼーナ県所属を示す。
- バディーア・テダルダ (AR)
- ペンナビッリ
- サンターガタ・フェルトリア
- セスティーノ (AR)
- ヴェルゲレート (FC)

### 気候分類・地震分類
カステルデルチにおけるイタリアの気候分類 (it) および度日は、zona E, 2572 GGである。
また、イタリアの地震リスク階級 (it) では、zona 2 (sismicità media) に分類される。

## 行政

### 分離集落
カステルデルチには、以下の分離集落（フラツィオーネ）がある。
- Boscagnone, Cabatarcio, Casantino, Fragheto, Gattara, Giardiniera, Mercato, Poggio Ancisa, Senatello, Viapiana, Ville di Fragheto, Schigno